# Golf van Gabès
De Golf van Gabès is een golf die deel uitmaakt van de Libische Zee, onderdeel van de Middellandse Zee. De Golf van Gabès bevindt zich ten oosten van Tunesië, ten noorden van Libië en ten zuiden van Italië. De belangrijkste steden aan de golf zijn Sfax en Gabès.

## Gezonken olietanker
Op 16 april 2022 zonk er een olietanker in de Golf van Gabès. De tanker Xelo was onderweg naar Malta vanuit de haven van Damietta in Egypte. Door de slechte weersomstandigheden had het schip de avond ervoor gevraagd om op Tunesische wateren te varen. Op zo'n 7 kilometer van de kust van de Golf van Gabès sijpelde er water in de machinekamer van het schip binnen. De bemanning van het schip moest door de Tunesische autoriteiten geëvacueerd worden.